# Сри Диах
Сри Диах (малайск. Sri Diah); (10 июля 1962, Куала-Лумпур) (псевд., наст. имя Radhiah bte. Shaharuddin) - малайзийская писательница, автор популярных повестей. 

Сри Диах (стоит слева) на презентации книги "Цветы далеких берегов" в Российском центре науки и культуры в Куала-Лумпуре, 3 ноября 2019 г.

## Краткая биография
Окончила в 1985 году Университет наук Малайзии. Сразу после окончания учёбы поступила на работу в издательскую группу «Карангкраф», где поднялась до должности исполнительного редактора (2010) и курирует издание более 30 журналов.
Опубликовала 12 повестей в жанре т. н. поплитературы. Её произведения, отвечающие запросам массового читателя, в то же время отличаются хорошим языком и стилем. Повесть «Спокойной ночи, Тан Сри» (Selamat Malam Tan Sri) адаптирована в 2017 для телевизионного сериала (26 эпизодов). Пишет также стихи, которые опубликованы в ряде коллективных сборников. Пожизненный член Национального союза писателей Малайзии (PENA) и член исполнительного комитета Объединения поэтов Малайзии (PENYAIR).

## Основные произведения
- Ratni Yacob, Sri Diah. Naluri: antologi cerpen dua penulis wanita Indonesia & Malaysia (Инстинкт: антология рассказов писательниц Индонезии и Малайзии). Marwilis Publisher, 1987
- Sri Diah. Tragedi malam minggu (Трагедия в ночь на воскресенье). Kuala Lumpur, Oscar Book International, 1989
- Sri Diah. Epilog cinta kelmarin (Эпилог вчерашней любви). Kuala Lumpur: Azam Publications, 1990
- Sri Diah. Kamar cinta (Комната любви). Petaling Jaya: Tempo Pub., 1992
- Sri Diah. Janji bulan madu (Обещания в медовый месяц). Kuala Lumpur: DBP, 1995
- Sri Diah. Dendam Masrini (Месть Масрини). Kuala Lumpur: Kumpulan Karangkraf, 1997
- Sri Diah. Selamat malam Tan Sri (Доброй ночи, Тан Сри). Kuala Lumpur: Alaf 21, 1999
- Sri Diah. Dosa malam pengantin (Грех брачной ночи). Shah Alam, Selangor: Alaf 21, 2000
- Sri Diah. Kuala Lumpur di mana suamiku (Куала-Лумпур. Где же мой муж?). Shah Alam: Alaf 21, 2003
- Sri Diah. Suite 1908 (Номер отеля 1908). Shah Alam: Alaf 21, 2003
- Sri Diah. Dendan Masrini (Месть Масрини). Selangor: Alaf 21, 2004
- Sri Diah. Janji kasih (Обещание любви). Selangor: Alaf 21, 2005
- Sri Diah. Jangan ada dusta (Только без лжи). Selangor: Alaf 21 Sdn.Bhd., 2005
- Sri Diah. Mahligai Cinta (Замок любви). Shah Alam, Selangor: Alaf 21 Sdn. Bhd, 2006
- Sri Diah. Doa buat suamiku (Молитва для моего мужа). Shah Alam, Selangor: Alaf 21, 2009
- Sri Diah. Cinta yang terpilih (Избранная любовь). Shah Alam: Alaf 21 Sdn. Bhd., 2010
- (ред.- сост.) Цветы далёких берегов. Антология женской поэзии Малайзии. Перевод с малайского Виктора Погадаева и Анны Погадаевой. Сост. Сри Диах Шахаруддин и Норазима Абу Бакар. Художественное оформление Саида Таджудина. Предисловие Национального писателя Малайзии Сити Зайнон Исмаил. М.: Ключ-С, 2019, 170 с. ISBN 978-5-6042922-7-3.
- (ред.- сост.) Bunga-Bunga Pulau Jauh. Antologi Puisi Penyair Wanita Malaysia. Цветы далёких берегов. Антология женской поэзии Малайзии. Terjemahan Victor A. Pogadaev, Anna V. Pogadaeva. Penyelaras Norazimah Abu Bakar, Sri Diah Shaharuddin. Prakata Sasterawan Negara Siti Zainon Ismail. Moscow-Kuala Lumpur: Persatuan Nusantara, Sebudi, Galeri Melora, 2019, 158 pp. ISBN 978-983-9463-17-0 [3].

## Переводы стихов на русский язык
- Мы улетим в лазурное небо (Kita terbabg ke Lazuardi); Пыль в глазах (Ada Habuk Dalam Mata); Я - рана, ты - её шрам (Aku Luka, Kau Parutnya) [4].